# لالوفايا
لالوفايا (بالإنجليزية: Lalovaea)‏ هي قرية في جزيرة أوبولو في ساموا. انها تقع في المنطقة الشمالية الوسطى، من جزيرة أوبولو بالقرب من أبيا عاصمة البلاد. والقرية تقع في المنطقة السياسية تواماساجا (بالإنجليزية: Tuamasaga).
بلغ عدد السكان حسب تعداد 2006 حوالي 891.